# NGC 586
NGC 586 ist eine Spiralgalaxie vom Hubble-Typ Sa im Sternbild Walfisch südlich der Ekliptik. Sie ist schätzungsweise 85 Millionen Lichtjahre von der Milchstraße entfernt und hat einen Durchmesser von etwa 40.000 Lichtjahren. Gemeinsam mit NGC 584 bildet sie das gravitativ gebundene Galaxienpaar Holm 45 und gilt als Mitglied der acht Galaxien umfassenden NGC 584-Gruppe (LGG 27).
Das Objekt wurde am 10. September 1785 von dem deutsch-britischen Astronomen Wilhelm Herschel entdeckt.